# Idrætskanon
Kulturministeriet nedsatte et udvalg i december 2006 som skulle sammensætte et kanon for idrætsbegivenheder og -personligheder. Den består af følgende:
- Anja Andersen
- Paul Elvstrøm
- Fodboldeuropamestrene fra 1992
- Lis Hartel
- Ragnhild Hveger
- Wilson Kipketer
- Det kvindelige håndboldlandshold
- Michael Laudrup
- Knud Lundberg
- Ole Olsen
- Ivan Osiier

Bjarne Riis blev d. 31 maj 2007 fjernet fra listen, da han indrømmede at have været dopet, bl.a. da han vandt Tour de France i 1996.